# Landgoed Calorama
Calorama is een landgoed aan de Gooweg in de Nederlandse plaats Noordwijk.

## Geschiedenis
Het hoofdgebouw (Huize Calorama), de op en naast het terrein gelegen historisch tuin en park, de toegangshekken met keermuren, het woonhuis annex kruidendrogerij, de tuinkoepel, de moestuinmuur en het koetshuis hebben alle de status van rijksmonument.

### Naam Calorama
De naam 'Calorama' stamt oorspronkelijk uit het Oudgrieks. De woorden καλός, kalos (mooi) en ὅραμα , horama (uitzicht) werden samengevoegd tot Kalorama en vervolgens verfranst tot Calorama. In goed Nederlands zou het landgoed de naam 'Schoonzicht' kunnen dragen. Kalorama is overigens een ook bestaande naam, deze is als naam voor verschillende landgoederen in Nederland gebruikt. Deze naamgenoten hebben verder geen band met de Calorama te Noordwijk.

### Huis Calorama
Het landgoed is gelegen ten noordoosten van de dorpskern Noordwijk-Binnen. Het dateert uit het begin van de zestiende eeuw. In de achttiende eeuw komt het huis, dat destijds nog een onbekend en klein herenhuis was, in handen van Cornelis Groeneveld. Groeneveld sticht in 1760 een bedrijf in de kruidenteelt. De teelgronden liggen achter het huis. Het pand bestaat uit twee bouwlagen. In 1872 zijn twee houten serres gebouwd, geplaatst tegen de voorgevel. De voorgevel is vijf vensterassen breed, met in het midden de deur. De kelder van het huis dateert uit de allereerste bouwfase van de zeventiende eeuw. Het huis is in een okergele kleur geschilderd.

### Historische tuin en het park

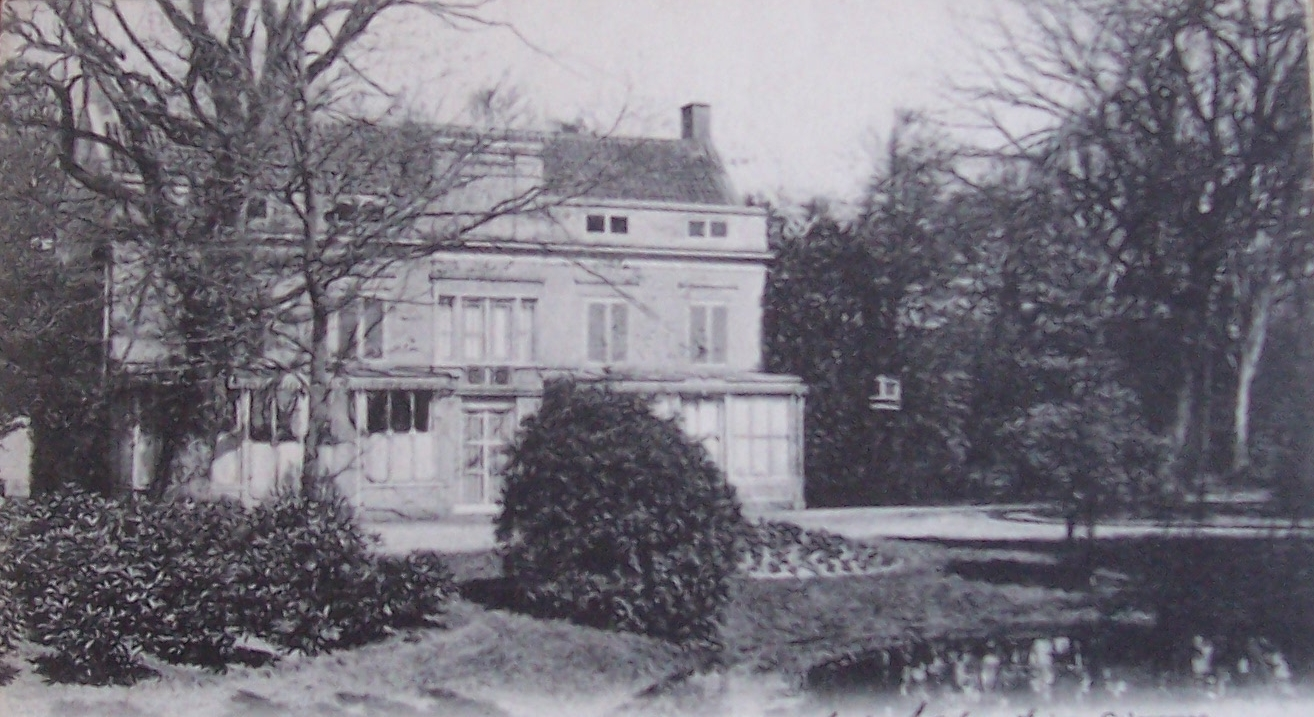
Historisch tuin en park

De historische tuin en het historische park zijn gebouwd in het midden van de 19e eeuw in landschapsstijl. Het werd vroeger voor het grootste deel als lusthof gebruikt. Gedeeltelijk werd de grond gebruikt voor tuin- en bollenteelt. Kenmerkend voor de tuinaanleg zijn de gebogen lijnen. Een strook hakhout vormt de grens van de voorzijde van het landgoed. Langs deze grens loopt een laan van beuken en eiken. Het vormt een verbinding tussen de zuidkant van het terrein en het koetshuis, dat is gelegen aan de noordkant. Aan de achterzijde wordt het park begrensd door een duinwal. Op de duinwal is een slingerwandeling aangelegd. Recht voor het huis ligt een tuingedeelte met rododendronplant rondom een ronde vijver. De vijver dateert van na het jaar 1842. Op het gazon staat een zonnewijzer op een hardstenen pijler. Op het gazon naast het huis is een lindestoel geplaatst. Achter het huis is een bospartij met verscheidene wandelpaadjes. Het rosarium van het landgoed is aangelegd in een halve maan-vorm. De noordgrens van de tuinaanleg wordt afgeschermd door een beukenhaag aan de ene zijde en een houtwal aan de andere zijde.

### Tuinkoepel
De tuinkoepel van Calorama is gelegen ten noorden van het huis, op een heuvel. Het is een achtkantige koepel met een puntvormig leiendak.
De koepel is in dezelfde okergele kleur als het huis geschilderd. In vier zijden zijn openslaande glazen deuren aangebracht met op ooghoogte verschillend gekleurde stroken glas. Elke kleur symboliseert een van de vier seizoenen. In de muur is een gedenksteen gemetseld, herinnerend aan de bouw uit 1842 en aan de restauratie uit 1982.

### Moestuinmuur
De moestuinmuur is net als de tuinkoepel gelegen ten noorden van het huis Calorama. Het is een rechte tuinmuur opgetrokken uit rode baksteen met steunberen. De muur dateert uit de achttiende eeuw. De koude bak voor de tuinmuur is omtrent 1980 met moderne baksteen opgemetseld.

### Toegangshekken met keermure
Calorama heeft twee identieke toegangshekken met keermuren. Het is een dubbelijzeren inrijdhek, daterend uit de negentiende eeuw. Het hek is staande op bakstenen keermuren, waarin muurankers zijn bevestigd. De hekken zijn van algemeen belang als markering van de toegang tot het landgoed.

### Woonhuis annex kruidendrogerij
Het woonhuis annex kruidendrogerij is gelegen ten westen van het huis. Het bakstenen gebouw dateert uit de zeventiende eeuw, en ligt onder een met Oudhollandse pannen gedekt zadeldak. Aan de achterzijde is een dwarsaanbouw onder een schilddak, waarin de kruidendrogerij was gevestigd. Een derde gedeelte sluit daarop aan. De kruidendrogerij is niet meer in gebruik.

### Koetshuis
Het koetshuis van Calorama ligt ten noordoosten van het huis en bestaat uit een vierkant voorhuis en een rechthoekig achterhuis. Het koetshuis ligt onder een mansardedak, dat met Oegstgeester dakpannen gedekt is. Het pand is opgetrokken uit rode baksteen. Verder zijn er decoraties van beige baksteen en een grijze plint. In de voorgevel van het koetshuis is een gedenksteen geplaatst met de tekst 'de eerste steen gelegd op 18 mei 1878'.

## Eigenaren
Op 24 augustus 2015 overleed op het huis Hendrik Maximiliaan (Henk) baron Taets van Amerongen van Renswoude (1933-2015). Hij had het huis geërfd van zijn moeder, Laurence Henriette Agathe Everwijn (1899-1971) in wier familie het sinds de 19e eeuw was; zijzelf overleed op het huis, hoewel zij met haar man en kinderen de ridderhofstad Blikkenburg bewoonde, waarop haar drie zonen ook werden geboren en hun jeugd doorbrachten. Haar grootvader, de herborist dr. Jan Everwijn (1819-1887), en diens tweede echtgenote overleden op het huis, net als haar beide ouders. Henk Taets van Amerongen heeft veel gedaan voor de instandhouding van het huis en er decennia lang gewoond, naast zijn bezigheden voor het kasteel Renswoude dat sinds 1754 in bezit van zijn familie is. Hij zorgde ook voor de uitbouw van serres, alsmede de aanleg van een overdekt zwembad. Zijn collectie oldtimers stond in het koetshuis.

## Galerij

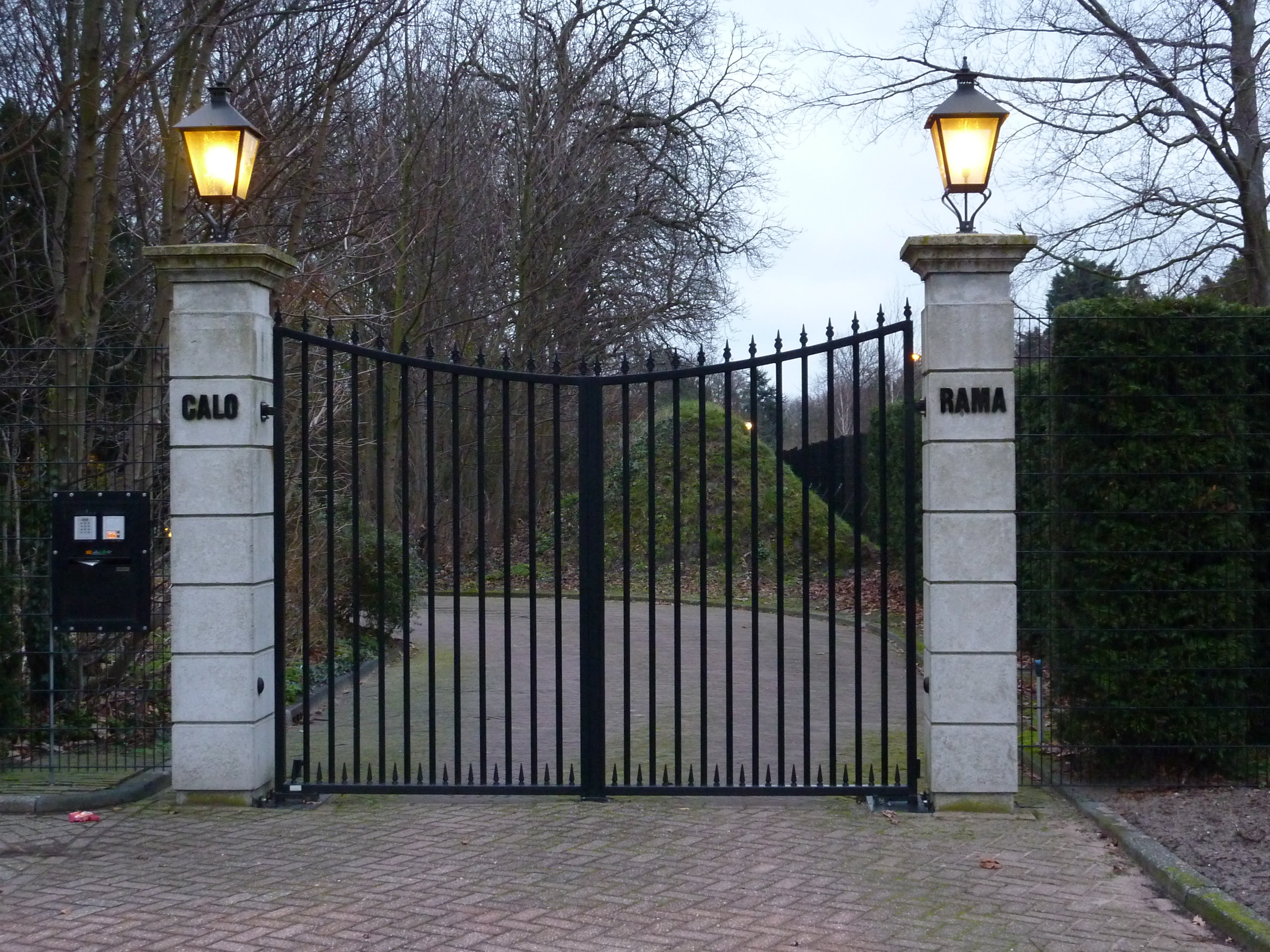
Toegangshek met keermuren
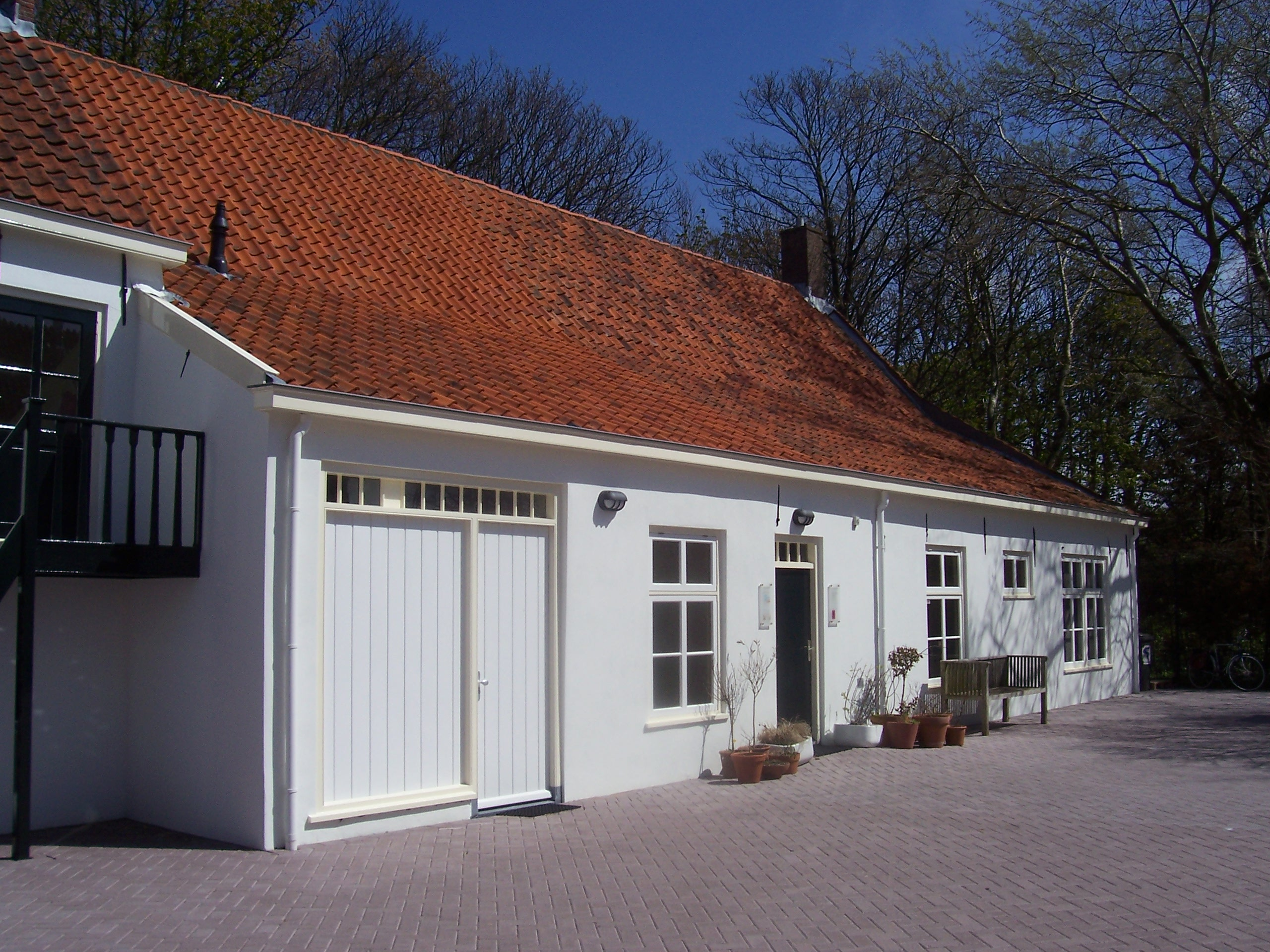
Woonhuis annex kruidendrogerij
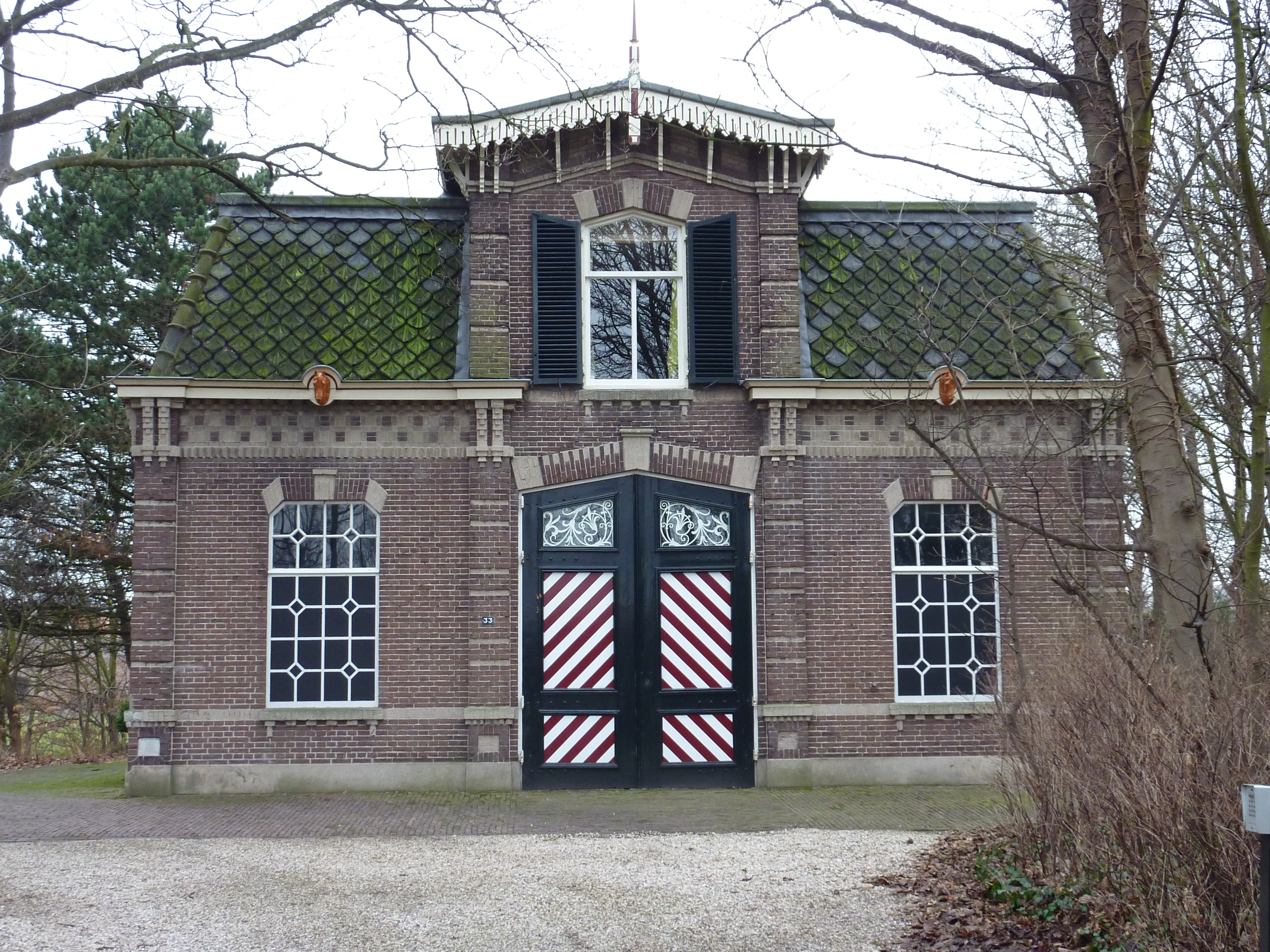
Koetshuis
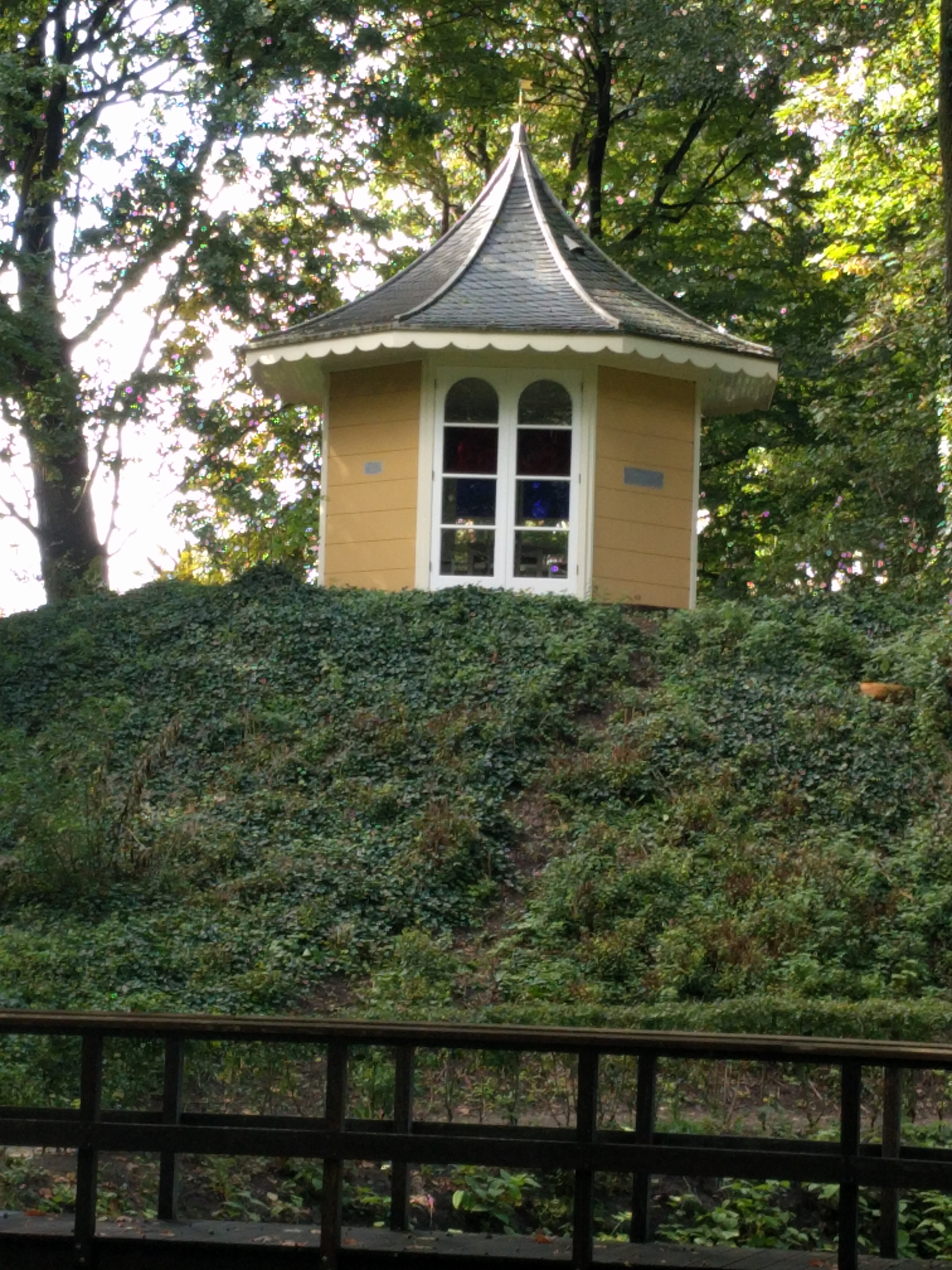
Tuinkoepel
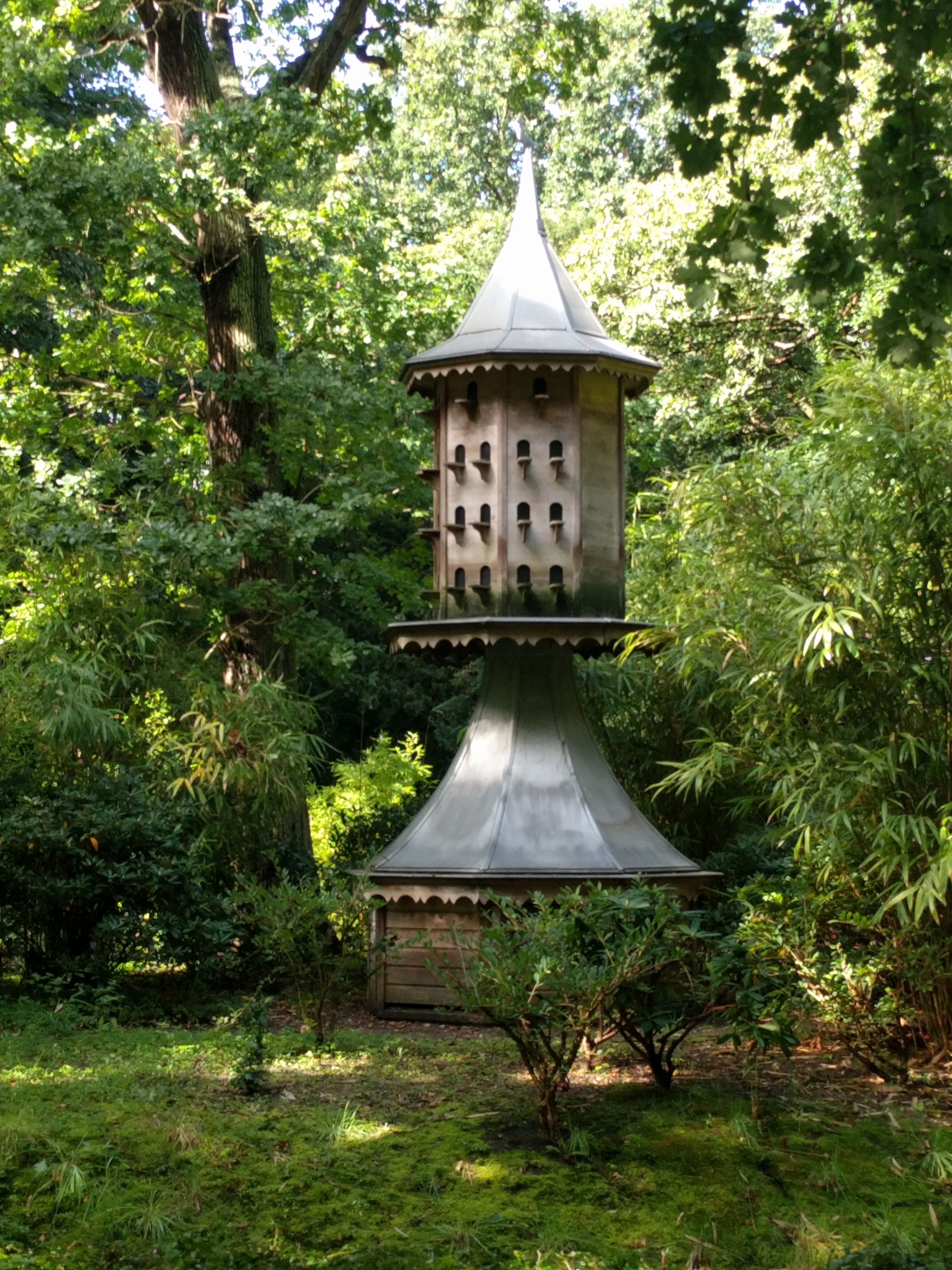
Duiventil
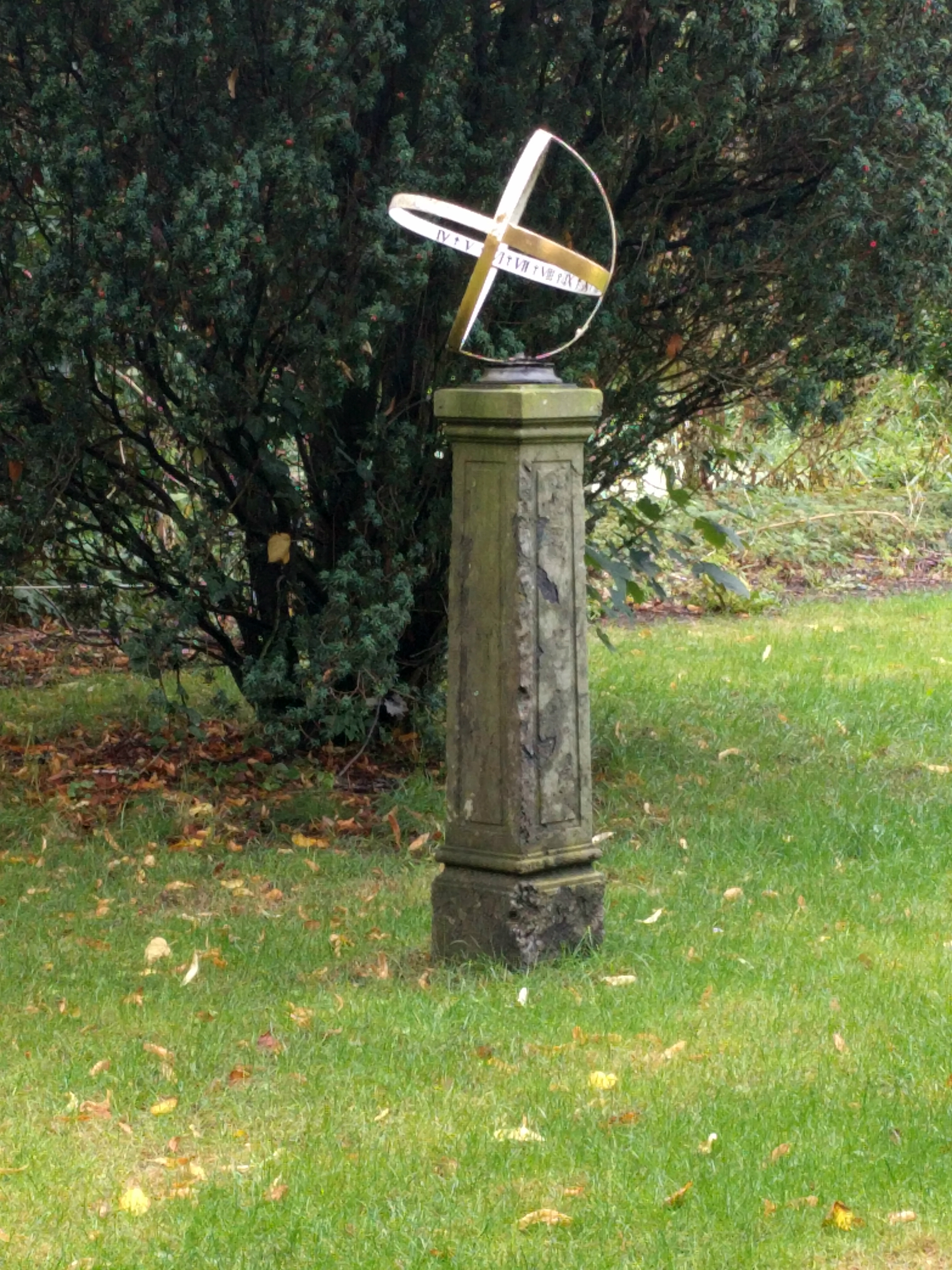
Zonnewijzer